# دبلیو. چپمن رورکامب
دبلیو. چپمن رورکامب (به انگلیسی: William Chapman Revercomb) سناتور سابق عضو حزب جمهوری‌خواه ایالات متحده آمریکا بود. وی در سال ۱۹۴۳ تا ۱۹۴۹ و ۱۹۵۶ تا ۱۹۵۹ میلادی سناتور ایالت ویرجینیای غربی در سنای ایالات متحده آمریکا بود.